# Haute Cour de justice de Versailles
Après avoir siégé une première fois à Bourges du 7 mars au 3 avril 1849 (Haute Cour de justice de Bourges) pour juger les responsables de la manifestation du 15 mai 1848, 
la Haute Cour de justice instituée par la constitution de 1848, réunie à Versailles, eut à connaître d'une nouvelle affaire, du 12 octobre au 15 novembre 1849.

## Affaire du 13 juin 1849
La Haute Cour de justice de Versailles fut convoquée pour juger les auteurs des faits en relation avec la tentative de prise du pouvoir par l’extrême gauche par Ledru-Rollin et quelques députés de la Montagne lors de la journée du 13 juin 1849. Il s’agissait à l’origine d’une manifestation de protestation populaire contre l’envoi d’un corps expéditionnaire français à Rome (expédition de Rome) afin d’y restaurer le pouvoir temporel du Pape. Le préambule de la constitution interdisant toute action gouvernementale « contre la liberté d’aucun peuple », il était initialement prévu de porter à l’Assemblée une proclamation rappelant les termes de la constitution, mais l’affaire dégénéra bientôt en une tentative de prise du pouvoir avec la formation d’un gouvernement imposé par la rue. 
L’échec total de cette « journée » révolutionnaire – la dernière de la Seconde république -  largement improvisée, entraîna la fuite de la plupart des « meneurs » (Ledru-Rollin, Félix Pyat, Victor Considerant) et l’arrestation de députés compromis, la plupart sans envergure et inconnus du public.

## Procès

### Procédure de renvoi
Après une ordonnance de prise de corps du tribunal de première instance de la Seine, le 4 août 1849, la Chambre des mises en accusation renvoya le 9 août les accusés devant la Cour d’assises de la Seine. Cependant, considérant que l’affaire présentait un caractère politique et impliquait de nombreux députés, l’Assemblée nationale décida le renvoi des accusés devant la Haute Cour de justice instituée par la constitution du 4 novembre 1848. Conformément à la procédure prévue par cette constitution, l’Assemblée vota le 10 août la convocation de la Haute Cour et désigna Versailles pour la tenue du procès. 

### Procès
Le procès s’ouvrit le 12 octobre 1849, et s’acheva le 15 novembre. Les accusés étaient poursuivis pour "avoir participé à un complot ayant pour but 1° de détruire ou de changer la forme du gouvernement ; 2° d'exciter à la guerre civile, en armant ou portant les citoyens à s'armer les uns contre les autres ;"
Sur 67 accusés, 36 (dont 16 députés) étaient en fuite : 
- les députés Ledru-Rollin, Victor Considerant, Boichot[1], Rattier, Beyer, Pflieger, Rougeot, Menand, Landolphe, Hofer, Kopp, Anstett, Rolland, Cantagrel, Heitzmann, Jannot ;
- les citoyens Servient, Songeon, Morel, Madier de Montjau le jeune, Teissier-Dumothay, Pardigon, Duverdier, Cœur-de-Roy, Thoré, Jules le Chevalier, Charles Delescluze, Charles Ribeyrolles, Kersausie, Villain, Etienne Arago et Périer[2].

Selon la ligne de conduite définie par Michel de Bourges, les avocats (Jules Favre, Crémieux, Théodore Bac, Madier de Montjau aîné, Combier, Thourel, Laissac, etc., défenseurs habituels des républicains) entendaient plaider le droit à l’insurrection en cas de violation de la constitution. Juridiquement, l’application de ce droit était contestable en la matière, car la formule « la République n’emploie jamais ses forces contre la liberté d’aucun peuple » figurait dans le préambule, et non pas dans la constitution proprement dite. De ce fait, il y avait manquement à l’esprit de la constitution plutôt que forfaiture caractérisée. Devant le refus de la cour de se laisser entraîner sur ce terrain, les avocats refusèrent alors de plaider. Selon certains contemporains, cette stratégie s'avéra désastreuse pour les accusés.

### Verdict
Le 15 novembre, la cour condamna à la déportation les 36 contumaces. Parmi les accusés présents, 11 furent acquittés (Forestier, Achintre, Lemaître, Maillard, Vernon, Merliot dit Mérillo, Angelot, Baune aîné et Alyre Bureau), 3 condamnés à 5 ans de prison (Montbet, Suchet et Fraboulet de Chalandard) et 17 à la déportation (Chiron, Dufélix, Fargin-Fayolle, Deville, Gambon, Langlois, Payat, Schmitz, André-Pasquet, Napoléon Lebon, Sébastien Commissaire, Maigne, Daniel-Lamazière, Vauthier, Victor Pilhes, Boch et Guinard).